# Kaliya

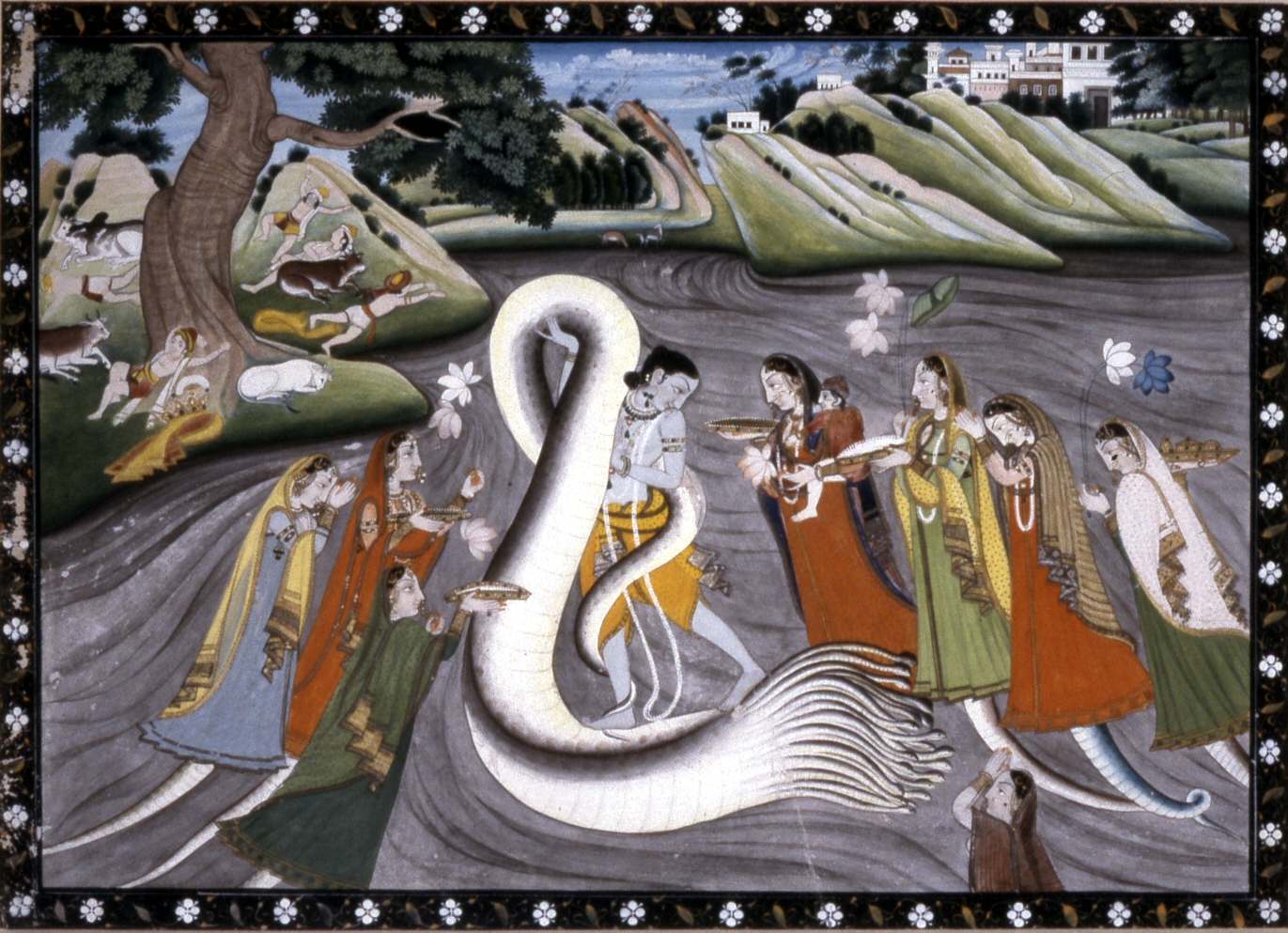
Kaliya in una stampa

Nella tradizione indù, Kaliya è un Nāga velenoso che originariamente viveva nel fiume Yamunā, a Vṛndāvana. La celebrazione di Nāga Nathaiya o Nāga Nṛitya è associata alla storia di Krishna che danza e sottomette Kāliya.

## Mito
La storia di Krishna e Kāliya è raccontata nel sedicesimo capitolo del Decimo Canto del Bhagavata Purana.
La sede originaria di Kāliya era l'isola di Ramaṇaka, ma era stato scacciato da lì per paura di Garuḍa, il nemico di tutti i serpenti. Garuḍa era stato maledetto dallo yogi Saubhari che dimorava a Vrindavana affinché non potesse venire a Vrindavana senza incontrare la morte. Pertanto, Kāliya scelse Vrindavan come sua dimora, sapendo che era l'unico posto dove Garuḍa non poteva venire.
Una volta, il saggio Durvasā venne come ospite e fu servito da Rādhā. Dopo questo episodio, Rādhā fece una passeggiata attraverso il fiume Yamunā e rimase terrorizzata nel vedere Kaliya. Fuggì a Vrindavan dove informò la gente di aver visto un serpente gigante in un fiume. Krishna andò al fiume Yamunā alla ricerca di Kāliya, che vedendo Krishna, si avvolse attorno alle gambe di Krishna, che tuttavia gli calpestò la coda e gli impose quindi di non disturbare più nessuno. Il giorno successivo, Krishna stava giocando a palla attraverso lo Yamuna con Rādha e i suoi amici. Dopo che la palla cadde nella Yamunā, Rādhā cercò di recuperarla, ma Krishna la fermò e si offrì di farlo. Quando entrò nella Yamunā, Kāliya lo trascinò con sé nella Yamunā.
La gente di Gokulam sentì il trambusto e tutta la gente di Nandagokula corse verso la riva dello Yamunā. Sul fondo del fiume, Kāliya aveva intrappolato Krishna nelle sue spire. Krishna si espanse, costringendo Kāliya a liberarlo, poi riacquistò immediatamente la sua forma originale e cominciò a saltare sulla testa di Kāliya, che vomitò sangue. Le spose di Kaliya intervennero e si misero a pregare Krishna, chiedendo misericordia per il loro marito. Kāliya riconobbe la grandezza di Krishna e si arrese, promettendo che non avrebbe più molestato nessuno. Krishna lo perdonò dopo aver eseguito una danza finale sulla sua testa. Quindi ordinò a Kāliya di lasciare il fiume e tornare sull'isola di Ramaṇaka.
Krishna si alzò lentamente dal fondo del fiume mentre danzava sulla testa di Kāliya. Quando la gente vide Krishna, tutti furono felici e danzarono estasiati su Kāliya. Alla fine, il serpente fu spinto a Pātāla dove si dice sia ancora oggi.
Questo evento viene spesso definito Kāliya Nāga Mardan.